# Tethina mima
Tethina mima är en tvåvingeart som beskrevs av Lorenzo Munari 1996. Tethina mima ingår i släktet Tethina och familjen Canacidae.
Artens utbredningsområde är Grekland. Inga underarter finns listade i Catalogue of Life.